# Fluorid skanditý
Fluorid skanditý (ScF3) je iontová sloučenina se strukturou, která je podobná oxidu rutheničitému, která obsahuje 6 koordinujících kovových iontů. Je málo rozpustný ve vodě, avšak rozpouští se v přítomnosti nadbytku fluoridu za vzniku ScF63−

## Výroba
Fluorid skanditý může být získán reakcí skandia a fluoru. Je rovněž vytvořen v průběhu extrakce od rudy thortveititu reakcí s Sc2O3 bifluoridem amonným při vysoké teplotě :
Sc2O3 + NH4HF2 → 2 ScF3 + 6 NH4F + 3 H2O
Výsledná směs obsahuje řadu kovových fluoridů a tyto se redukují reakcí s kovovým vápníkem při vysoké teplotě.